# Comté de Hanau-Lichtenberg
Ne doit pas être confondu avec Principauté de Lichtenberg.
Pour les articles homonymes, voir Lichtenberg.
1456–1736
Entités précédentes :
- Comté de Hanau
- Seigneurie de Lichtenberg
- Comté de Deux-Ponts-Bitche

Entités suivantes :
- Landgraviat de Hesse-Darmstadt

Le comté de Hanau-Lichtenberg (en allemand : Grafschaft Hanau-Lichtenberg) est l'un des nombreux territoires intégrés au Saint-Empire romain germanique.
Ses origines sont doubles ; d'une part la seigneurie de Lichtenberg en Basse-Alsace et d'autre part un morceau du comté de Hanau situé en Hesse.
Le comté se subdivise en quinze bailliages, dont dix sont situés dans l'actuel département du Bas-Rhin, avec la ville de Bouxwiller pour capitale.

## Histoire
Déjà occupé à l'époque romaine, le site de Bouxwiller est, au début du Moyen Âge, donné en fief aux sires de Lichtenberg. De cette époque date l'expansion territoriale de leurs possessions et le statut de ville octroyé à Bouxwiller. Au milieu du XIIIe siècle, les seigneurs de Lichtenberg (très probablement issus des Hunebourg, et ces derniers des Metz-Dabo, c'est-à-dire des Folmar de Bliesgau-Metz-Lunéville en lignée agnatique et des Eguisheim-Dabo comtes du Nordgau par les femmes) font construire le château du Wasenbourg sur un sommet des Vosges du Nord. En 1332, ils rachètent au comte d'Alsace le château du Grand-Arnsberg et les forêts qui jouxtent le Wasenbourg. Par un acte de vente du 3 septembre 1467, le seigneur Louis V de Lichtenberg devient propriétaire de la moitié sud du village de Baerenthal avec le château du Grand-Arnsberg, tout en acquérant au nord la moitié du Ramstein : ce n'est qu'en 1569 que les comtes de Hanau-Lichtenberg deviennent propriétaires de l'ensemble du village.
Fief des Lichtenberg depuis le XIVe siècle, le village de Schweyen est l'objet de vives contestations entre les descendants de la famille de Lichtenberg (les Deux-Ponts-Bitche-Lichtenberg et les Hanau-Lichtenberg) et le duc de Lorraine aux XVe siècle et XVIe siècle. Les choses s'enveniment : les raisons évoquées à la note 1 sont aggravées par le fait qu'en 1570 le duc Charles III de Lorraine revendique et occupe Bitche et Lemberg (1573) après l'extinction dans les mâles de la famille de Deux-Ponts-Bitche à la mort du comte Jacques de Deux-Ponts-Bitche-Lichtenberg en 1570. Or l'héritier direct de Jacques pour sa moitié de Lichtenberg est son lointain cousin Philippe IV, qui réunit donc les deux parts de Lichtenberg, père de Philippe V de Hanau-Lichtenberg, le gendre même du comte Jacques (Philippe V : † 1599, mari de sa fille Louise-Marguerite et en tant que tel héritier du comté de Deux-Ponts-Bitche : il aimerait donc bien conserver Bitche et Lemberg venues de son beau-père). Il faut attendre le traité de 1604 (et l'accord de bornage de 1606) pour que le village de Schweyen fasse retour à la Lorraine, et que soit réglée la succession du comté de Deux-Ponts-Bitche, qui est alors coupé en deux : Bitche reste au duc de Lorraine ; mais en Deux-Ponts (Rhénanie-Palatinat) : Lemberg, et en Lorraine : Baerenthal, Grand-Arnsberg et Falkenstein (obtenu temporairement en 1479 par le comte Simon IV Wecker, puis acheté en 1564 par le comte Philippe IV de Hanau-Lichtenberg, Falkenstein doit être restitué au duc en 1609 ; mais son annexe de Phillipsbourg reste aux Hanau-Lichtenberg), et en Alsace : les châteaux de Lützelhardt, du Petit Arnsberg, du Wasenbourg, le hameau de Fischbach ?, ainsi que tous les droits des ducs de Lorraine sur Offwiller, Urwiller et Forsheim, passent au comte Johann-Reinhard Ier de Hanau-Lichtenberg, fils du comte Philippe V et petit-fils des comtes Philippe IV et Jacques.
En 1480, la seigneurie de Lichtenberg était en effet passée en partie (Bouxwiller, Baerenthal, Pfaffenhoffen, Hatten, Westhoffen et Wolfisheim ; partage par les pactes familiaux de 1476 et du 9 mai 1480) dans la famille de Hanau-Babenhausen, par le mariage en 1458 d'Anne de Lichtenberg avec Philippe Ier de Hanau-Babenhausenn l'Ancien († le 10 mai 1480, le lendemain de l'accord de partage !). Les Hanau-Babenhausen (branche cadette des comtes de Hanau, sur le Main près de Francfort, en Hesse), en font alors un véritable État, connu à partir de 1480 sous le nom de « comté de Hanau-Lichtenberg ».
En 1480, l'autre nièce héritière du seigneur comte Jacques le Barbu, était Elisabeth, sœur cadette d'Anne : elle transmet sa part de Lichtenberg (Ingwiller, Brumath, Offendorf, Petit Arnsberg et Wœrth ; Lichtenberg, Hunebourg, Winstein et Arnsberg restent indivis) aux Deux-Ponts-Bitche en épousant Simon IV ou VI Wecker de Deux-Ponts-Bitche. Or en 1570 les Deux-Ponts-Bitche-Lichtenberg s'éteignent dans les mâles avec le comte Jacques évoqué plus haut, petit-fils de Simon IV-VI et d'Elisabeth : les Hanau-Lichtenberg en héritent par le cousinage dû aux deux sœurs Anne et Elisabeth (le fait que le gendre du comte Jacques est Philippe V de Hanau-Lichtenberg, arrière-arrière-petit-fils d'Anne de Lichtenberg, n'a pu que renforcer les liens dynastiques). La famille de Hanau-Lichtenberg réunit donc alors les deux parts, entre en possession du château de Lichtenberg et le fait transformer en une puissante place-forte par des architectes renommés, dont Daniel Specklin, architecte de la ville de Strasbourg. Non contents des indispensables travaux de fortification, les Hanau-Lichtenberg s'attachent à faire entrer dans leur demeure les décors somptueux de l'Art Renaissant. Fenêtres en oculi à la manière italienne, pilastres cannelés, frontons, volutes et cariatides viennent orner les imposantes façades de grès rose.
Il faut aussi évoquer les revendications des Linange-Westerbourg, issus du mariage d'Amélie (fille de Simon V ou VIII de Deux-Ponts-Bitche, nièce du comte Jacques, cousine germaine de Louise-Marguerite fille du comte Jacques et femme de Philippe V ci-dessus) avec Philippe Ier de Linange-Westerburg. Quelque peu lésés, ils finiront par obtenir par des jugements ou des accords en 1667, 1691 et 1709 : le bailliage de Niederbronn avec Niederbronn et Oberbronn (venus des Ochsenstein apparentés aux Deux-Ponts-Bitche ; le comte Jacques avait tenté de mettre la main dessus, mais seul Ochsenstein restera aux Hanau-Lichtenberg) ; Wasenbourg.
Débute alors la période la plus prospère de la ville de Bouxwiller, durant laquelle un hôpital est construit en 1528 ; la Réforme est introduite en 1545 et l'école latine est transformée en collège en 1612. Le comte Philippe IV fait construire un château à Philippsbourg en 1566, dont le territoire faisait partie de la seigneurie de Falkenstein (vendue en 1564 par les Falkenstein aux Hanau-Lichtenberg, mais le duc de Lorraine l'obtient en 1609). En 1606, le territoire de la seigneurie de Lichtenberg est réuni au bailliage des Hanau-Lichtenberg sis à Lemberg (Rhénanie-Palatinat ; héritage des Deux-Ponts-Bitche depuis 1570-1604, cf. plus haut ; avec Eppenbrunn, Trulben, Hilst, Kröppen, Schweix, Obersteinbach et ce qui n'est alors que le tout petit village de Pirmasens), grand-bailliage qui comptera donc désormais des fiefs alsaciens (Bouxwiller, Ingwiller où mourut Jacques le Barbu en 1480, Lichtenberg, Ochsenstein, Westhoffen, Wœrth, Reichshoffen, Pfaffenhoffen, Brumath...), lorrains (Baerenthal, Grand Arnsberg, Ramstein, Philippsbourg : fiefs issus de l'ancien comté de Falkenstein gagné par les Deux-Ponts-Bitche-Lichtenberg en 1479 puis par les Hanau-Lichtenberg en 1564 ; Falkenstein étant rétrocédé à la Lorraine en 1609), et des fiefs palatins (Lemberg). Ce grand-bailliage de Lemberg passe en 1736, avec tout le comté de Hanau-Lichtenberg (avec donc un bailliage hessois et deux bailliages badois en plus : voir à la fin la liste des bailliages), au landgrave de Hesse-Darmstadt grâce au mariage de Charlotte fille du comte Johann-Reinhard III avec Louis VIII de Hesse-Darmstadt en 1717.

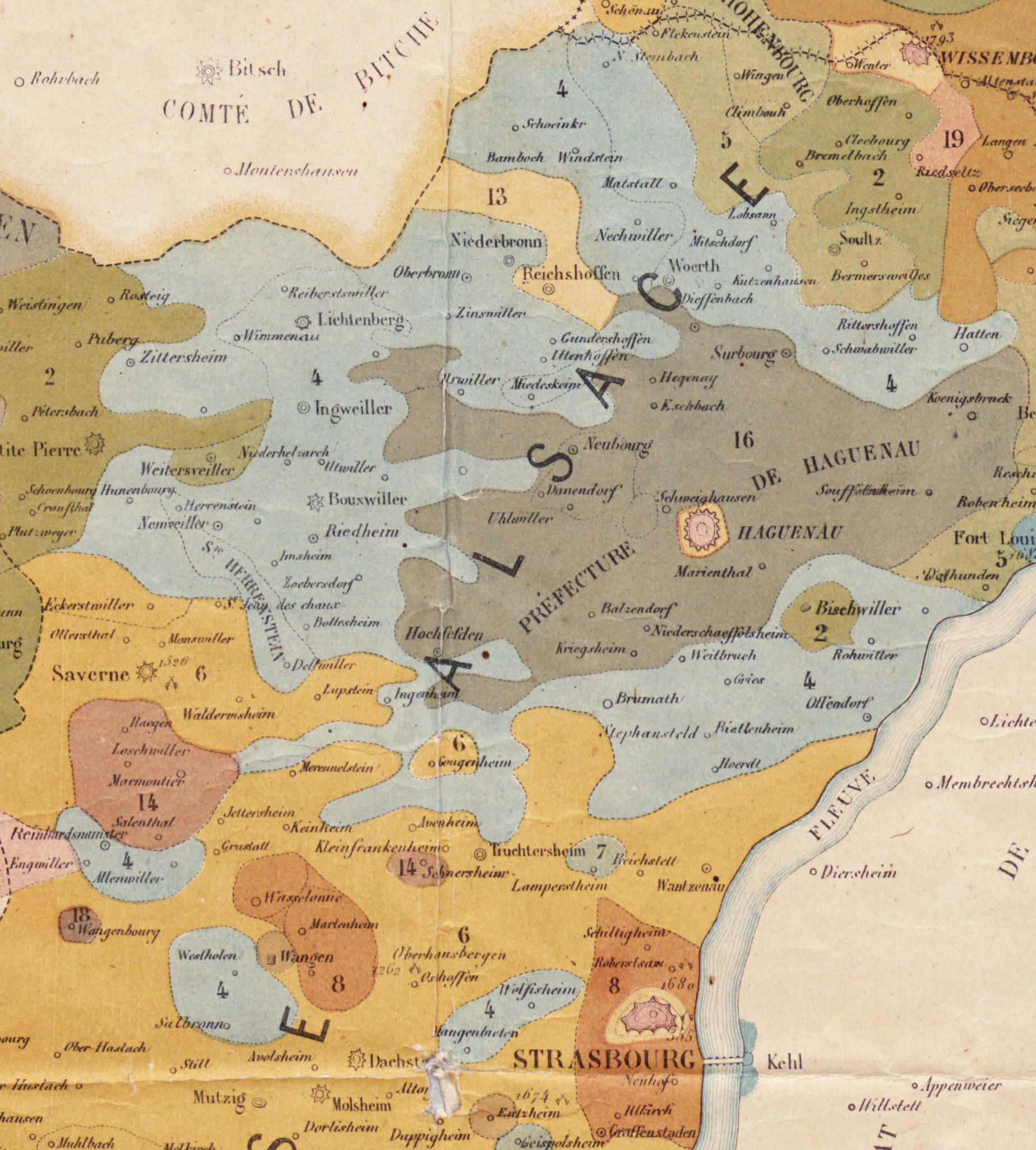
La partie alsacienne du Comté de Hanau-Lichtenberg (bleu), circa 1680

En octobre 1678, après la Guerre de Trente Ans qui a fait passer l'Alsace sous la souveraineté de la France de Louis XIV (paix de Westphalie, 1648), et pendant la Guerre de Hollande (terminée en 1679 par la paix de Nimègue), la forteresse capitule après un siège de huit jours. Relevant désormais du royaume de France pour ses seigneuries alsaciennes passées sous suzeraineté française (politique des Réunions, 1680 ; confirmée par la paix de Ryswick en 1697 pour la Basse-Alsace), le comté reste cependant autonome : pour ses fiefs devenus français mais restés de droit allemand, le comte de (graf von) Hanau-Lichtenberg a le statut de prince possessionné du Saint-Empire en France, vassal mais non sujet du roi de France ; pour le reste, il est un prince du Saint-Empire. Mais les comtes abandonnent progressivement leur domaine français pour se consacrer à leurs terres germaniques. En 1606 sont implantées les bornes qui doivent délimiter la nouvelle frontière entre le duché de Lorraine et le comté de Hanau-Lichtenberg, à la suite d'un compromis signé en 1601 par le duc Charles III de Lorraine et le duc de Deux-Ponts pour le tracé des frontières du comté lorrain de Bitche.
Le dernier comte, Jean-René III ou Johann Reinhard III de Hanau-Lichtenberg ci-dessus, naquit le 31 juillet 1665 à Rheinbischofsheim en terres du comté (mais dès 1801 en Pays de Bade). Il éleva l'hôtel de Hanau, 1730-36, à Strasbourg, devenu l'Hôtel-de-Ville. Il épousa le 20 août 1699 à Hanau, Hesse, Dorothée Frédérique de Brandebourg-Ansbach. Le 2 mai 1700 naquit à Bouxwiller leur fille unique, Charlotte Christine Madeleine Jeanne de Hanau-Lichtenberg (+ 1er juillet 1726 à Darmstadt). En 1717, le prince-héritier de Hesse-Darmstadt Louis VIII (1691-1768) devint le gendre du comte Jean René III. Les domaines de Jean-René tombèrent, par contrat de mariage, à son petit-fils le prince-héritier de Hesse-Darmstadt, le futur Louis IX (1719-1790), en 1736.
Le nouveau comte fut élevé à Bouxwiller et fit ses études à Strasbourg. Grand amateur des affaires militaires, il souffrait à Bouxwiller, sous souveraineté française, de son impuissance à établir un contingent armé (seules des carabines en bois étaient permises). Donc en 1763 il transféra sa résidence principale vers le petit village de Pirmasens (225 habitants en 1741), au bailliage de Lemberg, que plus tard il éleva au rang de ville (9 000 habitants en 1790), et d'où il géra son landgraviat dès son accession au trône en 1768 (son épouse entretemps tenait cour à Darmstadt, où demeurait aussi l'administration du landgraviat). À son décès en avril 1790, cette situation quelque peu anormale fut abolie par son successeur Louis X.

## Organisation administrative du comté

### La communauté villageoise
Le village est la cellule de base de la seigneurie de Lichtenberg. La population villageoise est divisée en deux catégories; les Bürger ou bourgeois et les Schirmer ou manants. Les bourgeois disposent des droits et des devoirs liés au statut de bourgeoisie. Une des conditions pour obtenir ce statut est d'être établi depuis plusieurs années dans le village. Ce groupe, propriétaire de biens (terres et trains de culture) est de fait relativement stable.
Les bourgeois réunis en assemblée désignent annuellement le Heimbürger qui devient leur représentant. Sa fonction majeure est d'être chargé des finances de la communauté. Les manants sont, soit des individus nouvellement installés, soit des fils de bourgeois qui n'ont pas encore été cooptés par l'assemblée des bourgeois et qui n'ont pas encore prêté serment d'allégeance au seigneur. Le groupe des manants est moins stable et plus sûjet à la migration car en quête d'un moyen de subsistance, tel un emploi de journalier agricole. Cependant, en 1542, les habitants de Bouxwiller sont encore des serfs de corps, car s'ils veulent s'établir ailleurs ils doivent payer un droit de départ.

### Le Tribunal villageois
Le seigneur est représenté au niveau du village par le Schultheiss ou écoutète, il était le garde du sceau villageois et officialisait tous les actes (achats, ventes, emprunts) en y apposant le sceau. Chaque village est censé avoir son écoutète, mais pour les hameaux on a procédé à des regroupements appelés Schultheisserei ou Büttelei (écoutèterie ou écoutétats). En 1335, lorsque Imbsheim revient au seigneur Louis II de Lichtenberg, nous apprenons que les hameaux de Riedheim, Zœbersdorf, Griesbach-le-Bastberg et Wickersheim lui sont ainsi rattachés. Le Schultheiss préside le Dorfgericht ou tribunal villageois, organisme judiciaire de première instance, composé d'une poignée d'échevins issus de la communauté des bourgeois. Ce tribunal siégeait à la Laube (hôtel-de-ville, maison commune). À partir de 1551, à Bouxwiller, il ne siège plus le dimanche mais les lundis. Les jurés et les échevins formulaient le jugement en fonction du droit coutumier. Mais l'écoutète, s'il n'intervenait pas au cours des débats, se levait en fin de procès et prononçait la sentence.

### Les bailliages
Plusieurs écoutèteries sont regroupées en un Amt (office ou bailliage) dirigé par un Amtmann (ou Amstmann ou Ammann ; bailli). Ses fonctions sont plus étendues que celle du Schultheiss, et peut servir de recours contre une décision de ce dernier. Homme de confiance du seigneur, souvent noble, il surveille la perception des impôts, contrôle les écoutètes, ses subordonnés, et dirige la justice criminelle. Il est secondé par l' Amtschaffner (receveur) et par l' Amtschreiber (greffier). Selon les époques les contours des bailliages ont changé et parfois un bailli prenait en charge plusieurs offices. Le bailliage de Bouxwiller est l'un des plus anciens. Trop vaste, il fut scindé en deux. Pfaffenhoffen devint ainsi le chef-lieu d'un nouveau bailliage regroupant une dizaine de localités. Juste avant la Révolution, un seul bailli s'occupait des bailliages de Pfaffenhoffen et d'Ingwiller alors que ce dernier bailliage avait lui-même déjà absorbé celui de Neuwiller.

## Liste des comtes de Hanau-Lichtenberg

### Comte de Hanau, sire de Lichtenberg (en partie jusqu'en 1570)
- Philippe Ier en l'an 1480. Lui et le comte Simon IV-VI de Deux-Ponts-Bitche, tous deux époux des nièces héritières du dernier seigneur de Lichtenberg Jacques le Barbu, les deux sœurs Anne et Elisabeth filles de Louis V, se partagent la seigneurie de Lichtenberg.
- Philippe II, de 1480 à 1504.
- Philippe III, de 1504 à 1538.
- Philippe IV, de 1538 à 1590. En 1570 à la mort de Jacques dernier comte de Deux-Ponts-Bitche, Philippe IV hérite de la totalité de la seigneurie de Lichtenberg.

### Comte de Hanau, comte deDeux-Ponts-Bitche, sire de Lichtenberg
- Philippe V, de 1590 à 1599. Il devient comte de Deux-Ponts-Bitche par son mariage avec Louise Marguerite, fille unique du dernier comte Jacques de Deux-Ponts-Bitche. Mais il ne parviendra pas à conserver Bitche face au duc de Lorraine (conflit en 1572-1604).
- Jean René Ier, de 1599 à 1625.
- Philippe Wolfgang, de 1625 à 1641.
- Frédéric Casimir, de 1641 à 1685.
- Jean René III, de 1685 à 1736.

En 1736, le comté passe aux landgraves de Hesse-Darmstadt : d'abord Louis IX, petit-fils de Jean René III de Hanau-Lichtenberg, puis en 1790 son fils et successeur Louis X, jusqu'à la Paix de Lunéville en 1801, quand ces terres sont distribuées entre la France, la Bavière et le Bade (avec attribution du duché de Westphalie (Arensberg) deux ans plus tard en 1803, à la Hesse-Darmstadt en compensation de ses pertes).

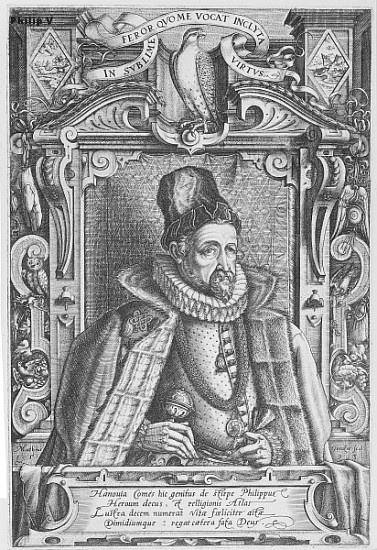
Philippe V de Hanau-Lichtenberg.
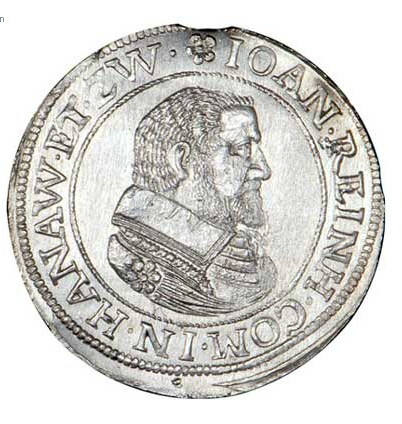
Johann Reinhard I de Hanau-Lichtenberg.
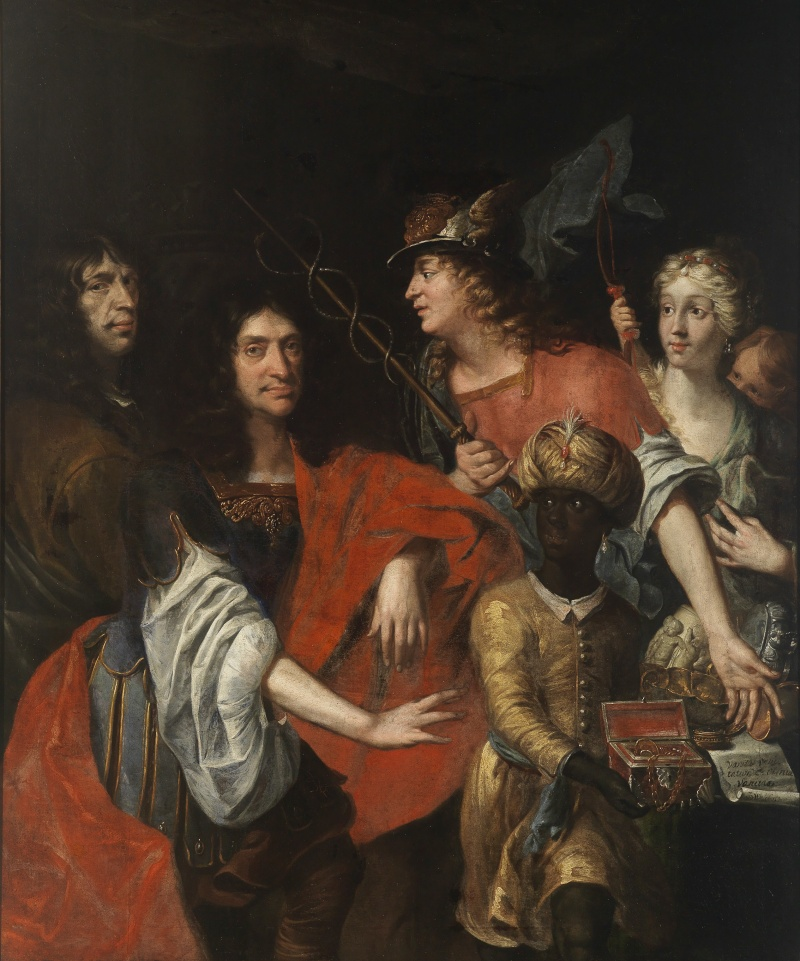
Frédéric Casimir de Hanau.
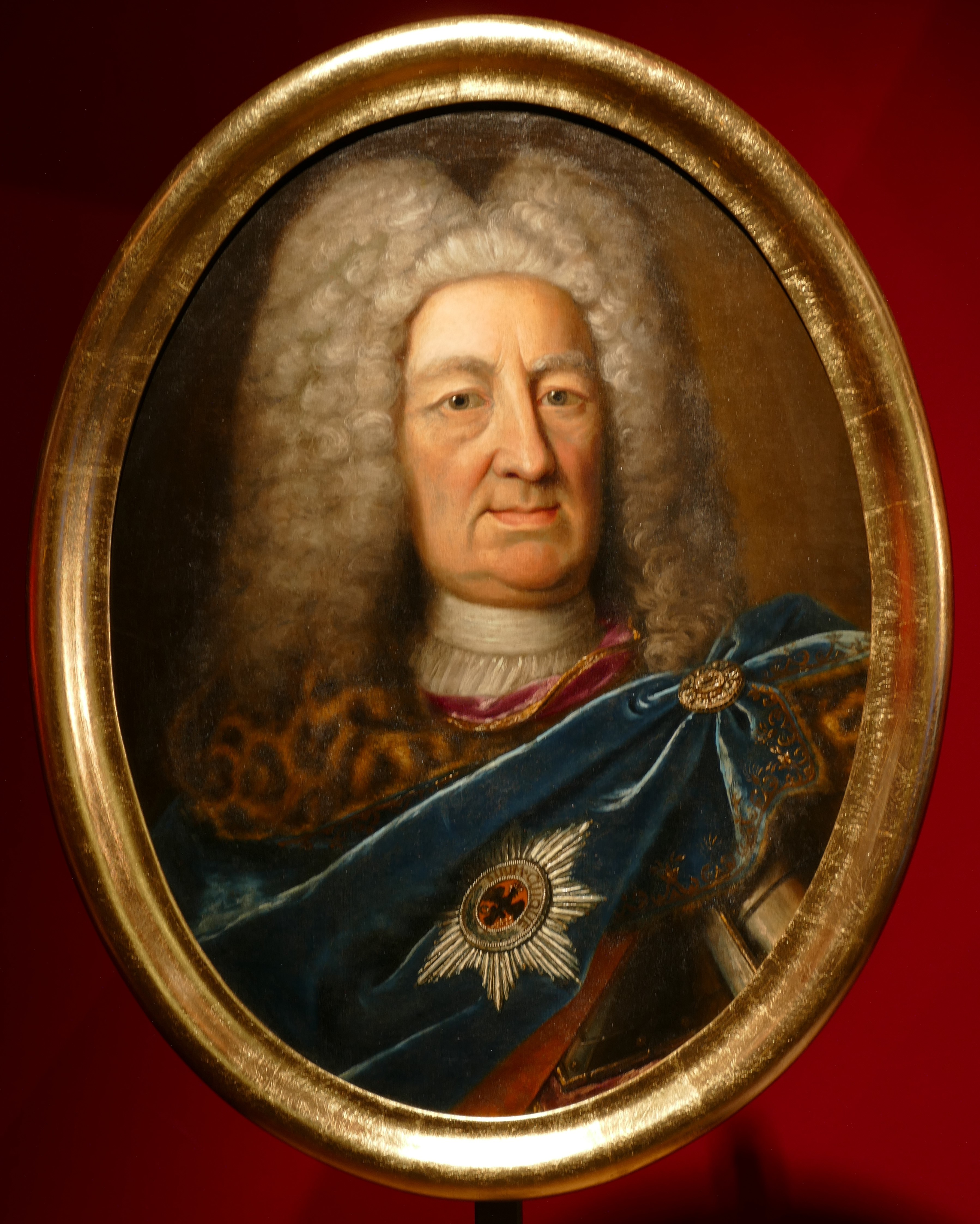
Johann Reinhard III de Hanau-Lichtenberg.
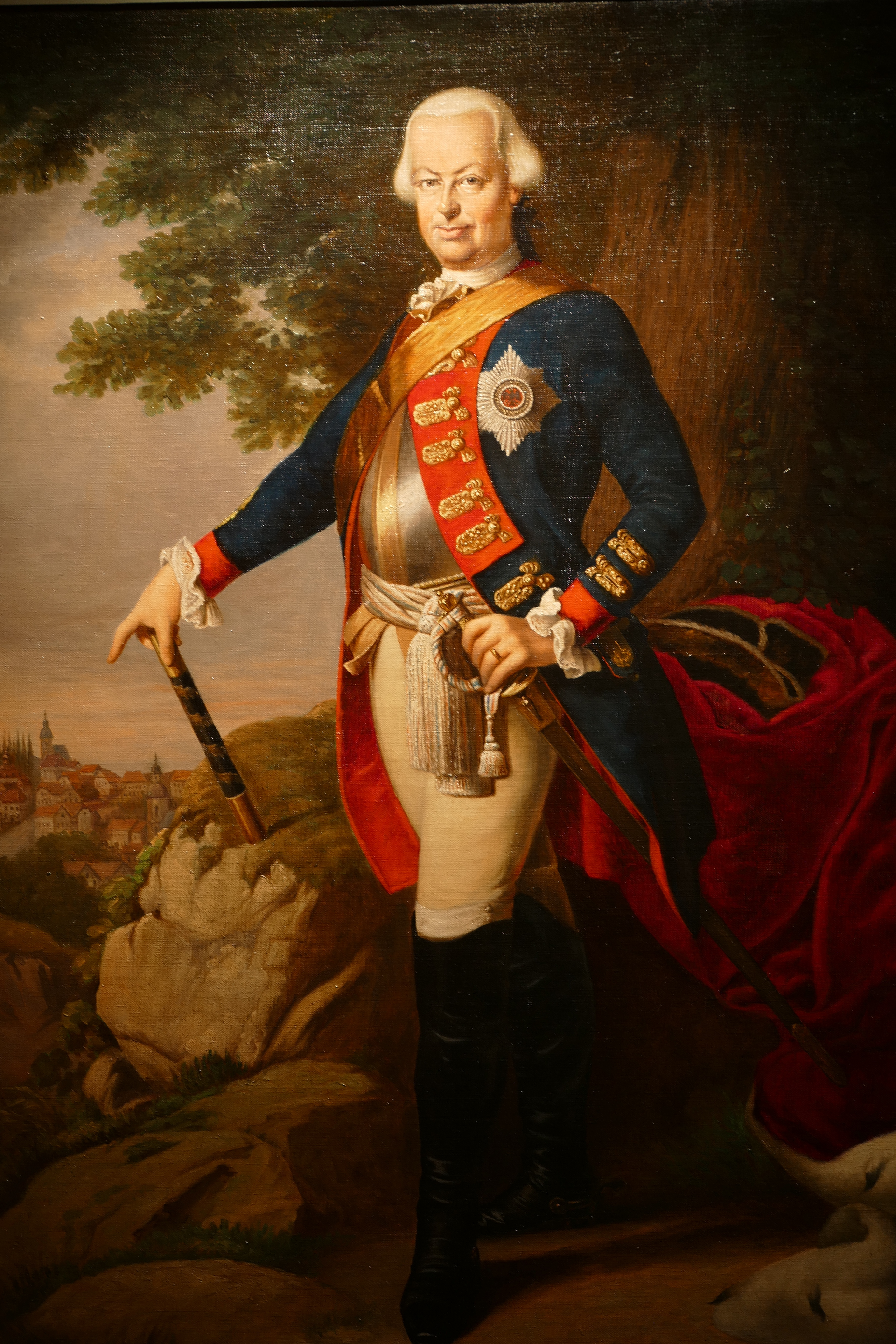
Louis IX de Hesse-Darmstadt.

## Les bailliages du comté en 1789
En 1789, le comté de Hanau-Lichtenberg appartenait au landgraviat de
Hesse-Darmstadt. La partie alsacienne était composé de 10 bailliages :
- bailliage de Westhoffen : Allenwiller, Balbronn, Hengwiller, Haberacker, Reinhardsmunster, Traenheim (en Partie), Westhoffen et Wolschheim ;
- bailliage de Wolfisheim : Hangenbieten et Wolfisheim ;
- bailliage de Brumath : Bietlenheim, Brumath, Eckwersheim, Geudertheim (en partie), Gries, Hœrdt, Krautwiller, Kurtzenhausen, Mittelhausen, Waltenheim-sur-Zorn et Weitbruch ;
- bailliage de Kutzenhausen : Feldbach, Hoelschloch, Lobsann (pour moitié), Mattstall, Merkwiller, Niederkuntzenhausen et Oberkutzenhausen ;
- prévôté d'Offendorf : Drusenheim, Herrlisheim, Oberhoffen-sur-Moder, Offendorf et Rohrwiller ;
- bailliage de Bouxwiller : Bosselshausen, Bouxwiller, Durningen, Duntzenheim, Ernolsheim, Geiswiller, Gimbrett, Gottesheim, Griesbach, Hattmatt, Hohatzenheim, Hohfrankenheim, Imbsheim, Issenhausen, Kirrwiller, Melsheim, Menchhoffen, Niedersoultzbach, Printzheim ou Breunsheim, Reitwiller, Riedheim, Ringendorf, Uttwiller, Wickersheim, Wilshausen, Wœllenheim et Zœbersdorf ;
- bailliage d'Ingwiller : Boxmuhle, Fuchsthal (à Reipertswiller), Fullengarten (à Dossenheim), Ingenheim, Ingwiller, Kindsbrunnen, Lichtenberg, Mellich, Mietesheim, Neuwiller-lès-Saverne, Obersoultzbach, Reipertswiller, Schillersdorf, Schussersthal, Seelhoff, Wimmenau et Zell-im-Thal ;
- bailliage de Pfaffenhoffen : Eckendorf, Bischholtz, Engwiller, Niedermodern, Oberaltorf, Obermodern, Offwiller, Pfaffenhoffen, Schalkendorf et Schwindratzheim ;
- bailliage de Wœrth : Dieffenbach, Eberbach, Gœrsdorf, Griesbach (pour un tiers), Lampertsloch, Lindel, Mitschdorf, Morsbronn, Niedersteinbach, Obersteinbach, Oberdorf, Pfaffenbronn (cense ; à Lembach), Preuschdorf, Spachbach, Wengelsbach (cense) et Wœrth ;
- bailliage de Hatten : Buhl, Hatten, Kuhlendorf, Leiterswiller, Niederbetschdorf, Oberbetschdorf, Reimerswiller, Rittershoffen et Schwabwiller.

Cinq autres bailliages du comté (Baerenthal (cense ; avec Philippsbourg) et Lemberg enclavés dans le Palatinat, Baerenthal étant de nos jours en France (Moselle) ; Lichtenau et Willstett ; Schafheim) dépendaient du Reich (Reichsämter), dont seul Schafheim était situé à l'intérieur du landgraviat de Hesse-Darmstadt près de Hanau. Lichtenau et Willstett sont en territoire badois, sur la rive droite du Rhin, en face des portes de Strasbourg.

#### Histoire du Comté de Hanau-Lichtenberg
- (de) Anonyme, Staats und Adreß-Handbuch fur die Furstl. Hessen-Darmstadtischen Lande auch zum statistischen Gebrauch eingerichtet, Darmstadt, 1795. L'intégralité de l'ouvrage sur Google Books.
- (fr + de) Collectif et sous la direction de Henri Heintz, Pays d'Alsace, Le comté de Hanau-Lichtenberg, cahier 111-112, Strasbourg, Société d'Histoire et d'Archéologie de Saverne et Environs, 1980, 107 p. (ISSN 0245-8411) N.B: L'article de Madeleine Lang des pp. 73 à 85 : Le monnayage des comtes de H.-L. est résumé par A. Greiner sur un site consacré au monnayage en France.
- (de) J.G. Lehmann (pasteur et membre correspondant de l'Académie Bavaroise des Sciences de Munich), Urkundlische Geschichte des Grafschaft Hanau-Lichtenberg, t. 1 : Die Geschichte der Dynasten von Lichtenberg enthaltend, Mannheim, Éditions J. Schneider, année 1862
- (de) J.G. Lehmann, Urkundliche Geschichte des Grafschaft Hanau-Lichtenberg, t. 2 : Die Geschichte der Dynasten von Ochsenstein, der Grafen von Zweibrücken-Bitsch und der Grafen von Hanau-Lichtenberg enthaltend, Mannheim, Éditions J. Schneider, année 1864
- (de) Julius Rathgeber, Die Grafschaft Hanau-Lichtenberg, Strasbourg, Éditions Karl J. Trübner, 1876, 274 p.
- (fr) Louis Spach (archiviste du Bas-Rhin), Œuvres choisies, Paris et Strasbourg, Éditions Veuve Berger-Levrault & fils, année 1867, 633 p., p. 340 et suivantes : Le château et le comté de Hanau-Lichtenberg